# Ken Gibson
Kenneth „Ken“ Gibson (* 1939 oder 1940; † 12. Juni 2015) war ein britischer Jazzposaunist, Arrangeur und Komponist.

## Leben und Wirken
Gibson arbeitete ab den 1970er-Jahren als Posaunist und Arrangeur mit Johnny Dankworth und Cleo Laine; für Dankworth war er ferner als Kopist und Geschäftsführer dessen Plattenlabels Quote tätig. In seinen späteren Jahren war er Orchestrator, Komponist und Arrangeur im Konzert- und Rundfunk-Betrieb; dabei arbeitete er u. a. für Alison Moyet, Craig David, Andy Summers und Neil Hannon. Im Bereich des Jazz war er zwischen 1971 und 1977 an fünf Aufnahmesessions beteiligt.